# Elk River (Minnesota)
Elk River è una città nella contea di Sherburne, Minnesota, USA.
È situata alla confluenza del fiume Mississippi e il fiume Elk. Gli abitanti al censimento del 2010 erano 22.974.
È il capoluogo della contea di Sherburne.
Le U.S. Highway 10 e 169, e la State Highway 101 sono tre delle principali arterie stradali, e nella città vi è la stazione ferroviaria della Northstar Commuter Rail collegata con Minneapolis.